# Ніколас Георгіу
Ніколас Георгіу (грец. Νικόλας Γεωργίου; нар. 24 лютого 1976, Фамагуста) — кіпрський футболіст, що грав на позиції півзахисника за клуби АЕК (Ларнака) і «Омонія», а також національну збірну Кіпру.

## Клубна кар'єра
У дорослому футболі дебютував 1996 року виступами за команду клубу АЕК (Ларнака), в якій провів два сезони, взявши участь у 47 матчах чемпіонату.
1998 року перейшов до клубу «Омонія», за який відіграв 10 сезонів. Більшість часу, проведеного у складі «Омонії», був основним гравцем команди. Завершив професійну кар'єру футболіста виступами за команду «Омонія» у 2008 році.

## Виступи за збірну
1997 року дебютував в офіційних матчах у складі національної збірної Кіпру. Протягом кар'єри у національній команді, яка тривала 9 років, провів у її формі 20 матчів, забивши 1 гол.

## Титули і досягнення
- Чемпіон Кіпру (2):

«Омонія»: 2001, 2003
- Володар Кубка Кіпру (2):

«Омонія»: 2000, 2005
- Володар Суперкубка Кіпру (3):

«Омонія»: 2001, 2003, 2005